# プラスワン工法
プラスワン工法（プラスワンこうほう）とは、財団法人日本住宅・木材センターの「新しい合理化システム認定」認定番号（合理化S06B-10）に登録されている木構造。株式会社ハセベが2006年（平成18年）4月に認定取得した。